# 포켓 PC 2000
포켓 PC 2000(Pocket PC 2000) 또는 포켓 PC(Pocket PC)는 2000년 4월 19일에 출시된 윈도우 모바일이라는 모바일 운영 체제 제품군의 첫 번째 버전으로 윈도우 CE 3.0을 기반으로 했다. 팜사이즈 PC에 탑재된 운영 체제의 후속 버전이다. 이러한 팜사이즈 PC 애플리케이션과의 하위 호환성은 유지되었다.
포켓 PC 2000은 주로 포켓 PC 기기용으로 의도되었지만, 여러 팜사이즈 PC 기기도 업데이트할 수 있었다. 또한, 여러 포켓 PC 2000 휴대전화가 출시되었지만(핸드헬드 PC 2000이라는 이름으로), 당시 마이크로소프트의 "스마트폰" 하드웨어 플랫폼은 아직 만들어지지 않았다.
당시 포켓 PC 기기는 특정 CPU 아키텍처로 표준화되지 않았다. 그 결과, 포켓 PC 2000은 SH-3, MIPS, ARM과 같은 여러 CPU 아키텍처에서 출시되었다. 이 릴리스에서 지원하는 유일한 해상도는 240 x 320(QVGA)이었다. 지원되는 이동식 저장 카드 형식은 콤팩트플래시와 멀티미디어카드였다. 적외선(IR) 파일 비밍 기능은 원래 하드웨어 기능 중 하나였다.
미학적으로 포켓 PC 2000은 당시의 윈도우 98, 윈도우 2000 및 아직 출시되지 않은 윈도우 미 데스크톱 운영 체제와 디자인이 유사했다. 이 초기 릴리스에는 여러 기본 제공 애플리케이션이 있었고, 그 중 다수는 마이크로소프트 리더, 마이크로소프트 머니, 포켓 인터넷 익스플로러 및 윈도우 미디어 플레이어와 같이 데스크톱 대응 제품과 일치하도록 브랜드가 유사했다. 포켓 오피스라는 마이크로소프트 오피스 버전도 번들로 제공되었으며 포켓 워드, 포켓 엑셀 및 포켓 아웃룩이 포함되었다. 노트 작성 앱인 노츠(Notes)가 처음 출시되었으며 대부분의 후속 윈도우 모바일 버전에서 지원되었다. 운영 체제에 대한 메인스트림 지원은 2005년 9월 30일에 종료되었고 연장 지원은 2007년 10월 9일에 종료되었다.